# Akademie Frankenwarte
Die Akademie Frankenwarte ist eine Einrichtung der politischen Bildung im bayerischen Würzburg.  
Seit der Gründung ihres Trägervereins Gesellschaft für Politische Bildung e.V. im Jahr 1965 beschäftigt sie sich mit politischer und kultureller Bildung zur Stärkung der Sozialen Demokratie und soll dazu beitragen, dass die demokratischen Grundwerte, die Menschenrechte und die gerechte Teilhabe Aller gefördert und verbessert werden.
Die Akademie Frankenwarte war bis Oktober 2020 rund um die Frankenwarte untergebracht. Diese liegt etwa vier Kilometer südwestlich der Würzburger Innenstadt und zwei Kilometer westlich der Festung Marienberg. Wahrzeichen und Namensgeber der Akademie ist also die Frankenwarte – ein im Jahr 1894 erbauter Aussichtsturm. Zur Akademie Frankenwarte gehörten mehrere Gebäude, historische wie moderne.
Veranstaltet werden interaktive Workshops, Projekttage, Seminare, Gesprächskreise, Vorträge und Lesungen, Fachtagungen und Ausstellungen. Satzungsgemäßer Zweck ist die „Vermittlung von Kenntnissen und Bildung im Sinne des demokratisch-sozialen Rechtsstaates“. Schwerpunkte sind dabei Fragen der sozialen Gerechtigkeit und ökologischen Verantwortung, der Gleichberechtigung, der internationalen Solidarität sowie der historischen Aufarbeitung.  
Das Bildungshaus in Würzburg hatte bis zum Jahr 2020 gut zwei Dutzend Mitarbeitende, bot 47 Zimmer und konnte jährlich mehr als 4000 Seminarteilnehmende beherbergen. Im Jahr finden ca. 150 Veranstaltungen statt. Die Akademie Frankenwarte diente auch als Tagungshotel.
Co-Leiterinnen der Akademie Frankenwarte waren von Oktober 2018 bis Dezember 2019 Stephanie Böhm und Amelie Scheder, seitdem ist Stephanie Böhm alleinige Akademieleiterin.
Nach dem Wegfall langjähriger Fördermittel durch die Friedrich-Ebert-Stiftung durchlief der Trägerverein der Akademie Frankenwarte, die Gesellschaft für Politische Bildung e.V., ein Insolvenzverfahren, an dessen Ende die Trennung vom Standort an der Frankenwarte stand. Seit November 2020 organisiert das nur noch vierköpfige Bildungsteam ein mobiles und auch digitales Programm aus dem Herzen der Stadt Würzburg hinaus; die aktuellen Büroräume mit kleinem Seminarraum befinden sich in der Semmelstraße.